# Avenue Capital Group
Avenue Capital Group es una empresa de inversión con intereses en compañías en crisis, default o en bancarrota (distressed securities). Además, cuenta con fondos de capital inversión y fondos destinados a inversión en equipos, fundamentalmente de Estados Unidos, Europa y Asia.  La empresa opera como sello de capital inversión y como fondo de cobertura. Invierte en propiedades e hipotecas a corto y largo plazo, inmuebles y obligaciones de deuda.  La empresa ha captado fondos por un valor aproximado de $12.000 millones. 

## Historia
Avenue Capital Group fue fundado en 1995 por Marc Lasry y Sonia Gardner, que anteriormente habían fundado en 1989 Amroc Investments con una inversión inicial de $100 millones de deuda respaldada por un fondo en asociación con Robert M. Bass Group. La empresa tiene su sede en la ciudad de Nueva York, con oficinas subsidiarias en Londres, Luxemburgo, Múnich, Pekín, Hong Kong, Nueva Delhi y Singapur. 
En 1995, Lasry y Gardner fundaron Avenue Capital con menos de $10 millones; a finales de 2012, el fondo reunía más de $509 millones. En 1997, Lasry y Gardner lanzaron un segundo fondo internacional, con ventajas fiscales e impuestos fuera de EE. UU. En diciembre de 2012, el Avenue International había reunido más de $1,461 millones en capital inversión bajo administración. Ya en 1999 Avenue Capital lanzó su fondo de inversión centrado en África.
De 2006 a 2009, Chelsea Clinton, hija del expresidente Bill Clinton y de la ex secretaria de Estado Hillary Clinton, trabajó como asociada en Avenue Capital Group. Bloomberg informó en febrero de 2010 que el fondo Avenue Capital Group era el 13.º fondo más grande del mundo.
En febrero de 2016, Marc Lasry explicó en CNBC que Avenue Capital aprovechaba oportunidades para adquirir préstamos de Bancos europeos con un descuento. Desde su fundación, el grupo Avenue Capital ha captado 14 fondos de inversión en sus tres áreas principales (EE. UU., Europa y Asia) para invertir en inmuebles e hipotecas.

## Inversiones
En octubre de 2006, Morgan Stanley compró un paquete del 15% de participación en la empresa. Marc Lasry y Sonia Gardner invirtieron el 100% del dinero recibido de Morgan Stanley en fondos de Avenue Capital.
- 2013: JZ Capital Partners Limited y la sociedad de inversiones Avenue Capital Group crearon 'Toro Finance', con un valor de 400 millones de euros y con el objetivo de ofrecer financiación a pequeñas y medianas empresas españolas.[4]

## Responsabilidad corporativa
En 2014, Avenue Capital Group consiguió reunir $68,000 dólares para la ONG HerJustice, una organización con sede en Nueva York que trabaja para acabar con la violencia doméstica. Avenue Capital también ha sido patrocinador de otros eventos.